# Повітряний патруль (фільм, 1939)
Повітряний патруль (англ. Sky Patrol) — американська пригодницька мелодрама режисера Говарда Брезертона 1939 року.

## Сюжет
Двоє пілотів ВПС США вельми своєрідно тренуються - патрулюючи кордон з Мексикою.

## У ролях
- Джон Трент — Томмі Томкінс
- Марджорі Рейнольдс — Бетті Лу Барнс
- Мілберн Стоун — Скітер Мілліган
- Джейсон Робардс-старший — Пол Сміт
- Джекі Куган — Картер Мід
- Дікі Джонс — Боббі Лендіс
- Бойд Ірвін — полковник Мід
- Джон Дахейм — Райан
- Брайант Вошберн — Бейндрідж
- Лерой Мейсон — Мітч
- Джон С. Пітерс — Джексон